# Liste jüdischer Friedhöfe im Oldenburger Land
Die Liste jüdischer Friedhöfe im Oldenburger Land gibt einen Überblick über bestehende jüdische Friedhöfe im Oldenburger Land.
| Ort, Friedhof                                             | Bild | Gründung               | Grabsteine | Größe    | Bemerkungen |
| --------------------------------------------------------- | ---- | ---------------------- | ---------- | -------- | --- |
| Berne, Jüdischer Friedhof Berne                           |      | 1897                   | 6          | 810 m2   | Berne bei Alemannia Judaica Berne-Ranzenbüttel                                                                             |
| Cloppenburg                                               |      | 1779                   | 30         | 1.441 m2 | Cloppenburg bei Alemannia Judaica                                                                                          |
| Delmenhorst, Jüdischer Friedhof Delmenhorst               |      | ca. 1730               |            | 2.594 m2 | Delmenhorst bei Alemannia Judaica wird aktuell weiter belegt                                                               |
| Harpstedt, Jüdischer Friedhof (Harpstedt)                 |      | 1907                   | 6          | 664 m2   | Harpstedt bei Alemannia Judaica weitere Grabsteine für Zwangsarbeiter                                                      |
| Jever, Jever#Jüdischer Friedhof                           |      | 1779                   | ca. 220    | 1.618 m2 | Jever bei Alemannia Judaica                                                                                                |
| Landwürden, Jüdischer Friedhof (Landwürden)               |      | 1751                   | 4          |          | Landwürden bei Alemannia Judaica 1951 aufgelöster Friedhof. Die damaligen vier Grabsteine wurden nach Ovelgönne überführt. |
| Oldenburg (Oldenburg), Jüdischer Friedhof (Oldenburg)     |      | 1814                   | ca. 300    | 2.559 m2 | Oldenburg (Alter Friedhof) bei Alemannia Judaica                                                                           |
| Oldenburg (Oldenburg), neuer Jüdischer Friedhof Oldenburg |      | 2000                   |            | 4.000 m2 | Oldenburg (Neuer Friedhof) bei Alemannia Judaica wird aktuell belegt                                                       |
| Ovelgönne, Jüdischer Friedhof (Ovelgönne)                 |      | 1795                   | 53         | 573 m2   | Ovelgönne bei Alemannia Judaica hier sind seit 1951 auch 4 Grabsteine des ehem. Friedhofes Dedesdorf aufgestellt           |
| Schortens, Jüdischer Friedhof (Schortens)                 |      | 1908                   | 45         | 5.397 m2 | Schortens bei Alemannia Judaica gehörte der Syn.-Gemeinde Wilhelmshaven und Rüstringen                                     |
| Varel, Jüdischer Friedhof (Hohenberge)                    |      | vermutlich vor 1711    | ca. 120    | 1.800 m2 | Varel bei Alemannia Judaica Varel-Hohenberge                                                                               |
| Vechta, Jüdischer Friedhof (Vechta)                       |      | vermutlich vor 1809/10 | 26         | 1.100 m2 | Vechta bei Alemannia Judaica                                                                                               |
| Westerstede, Jüdischer Friedhof (Westerstede)             |      | 1890                   | 12         | 828 m2   | Westerstede bei Alemannia Judaica                                                                                          |
| Wildeshausen, Jüdischer Friedhof (Wildeshausen)           |      | 1707                   | 86         | 6.911 m2 | Wildeshausen bei Alemannia Judaica                                                                                         |

Die Gesamtgröße der oben angegebenen Friedhöfe beträgt nach Angaben von Töllner insgesamt ca. 26.295 m2; teilweise abweichende Größenangaben zu Varel und Vechta bei Obenaus 2005.

## Aufgelöste Friedhöfe
Weitere aufgelöste Friedhöfe, neben dem in Landwürden (siehe oben), befanden sich in Cloppenburg (Alter Friedhof, um 1734 begründet) und Löningen (ca. 1747 begründet).